# Wendeng
Wendeng (chinesisch 文登区, Pinyin Wéndēng Qū) ist seit dem 18. März 2014 ein Stadtbezirk der bezirksfreien Stadt Weihai in der ostchinesischen Provinz Shandong. Er hat eine Fläche von 1.829 km² mit knapp 673.625 Einwohner (Stand: Zensus 2010) und ist aus der kreisfreien Stadt Wendeng hervorgegangen.
In Wendeng wird, wie in ganz Shandong, Hochchinesisch gesprochen. Administrativ gliedert sich Wendeng in drei Straßenviertel und 12 Großgemeinden.